# Sportbootführerschein See

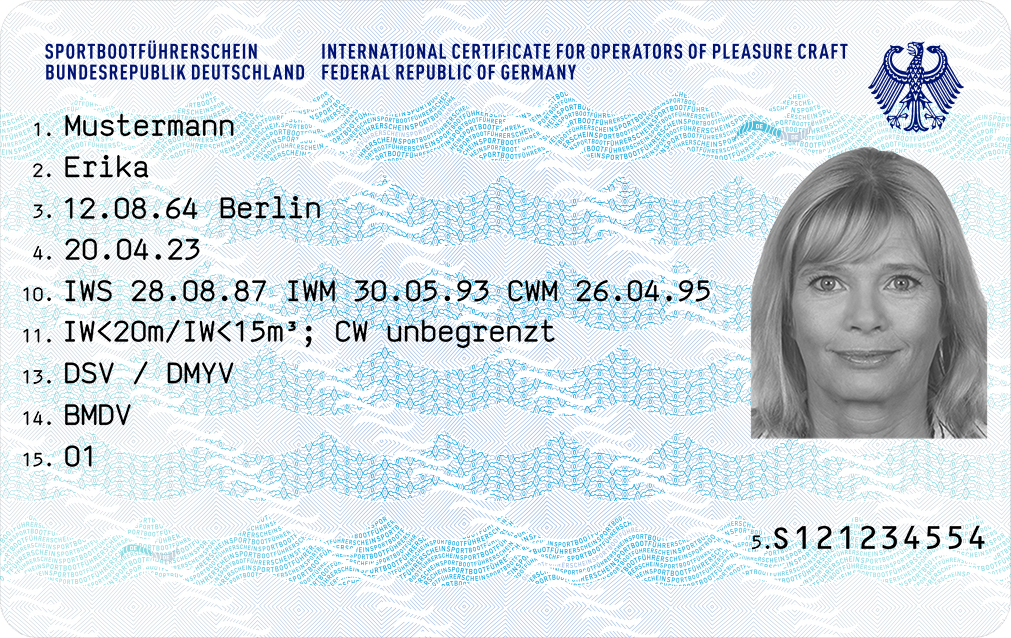
Sportbootführerschein, ausgegeben ab 1. April 2023

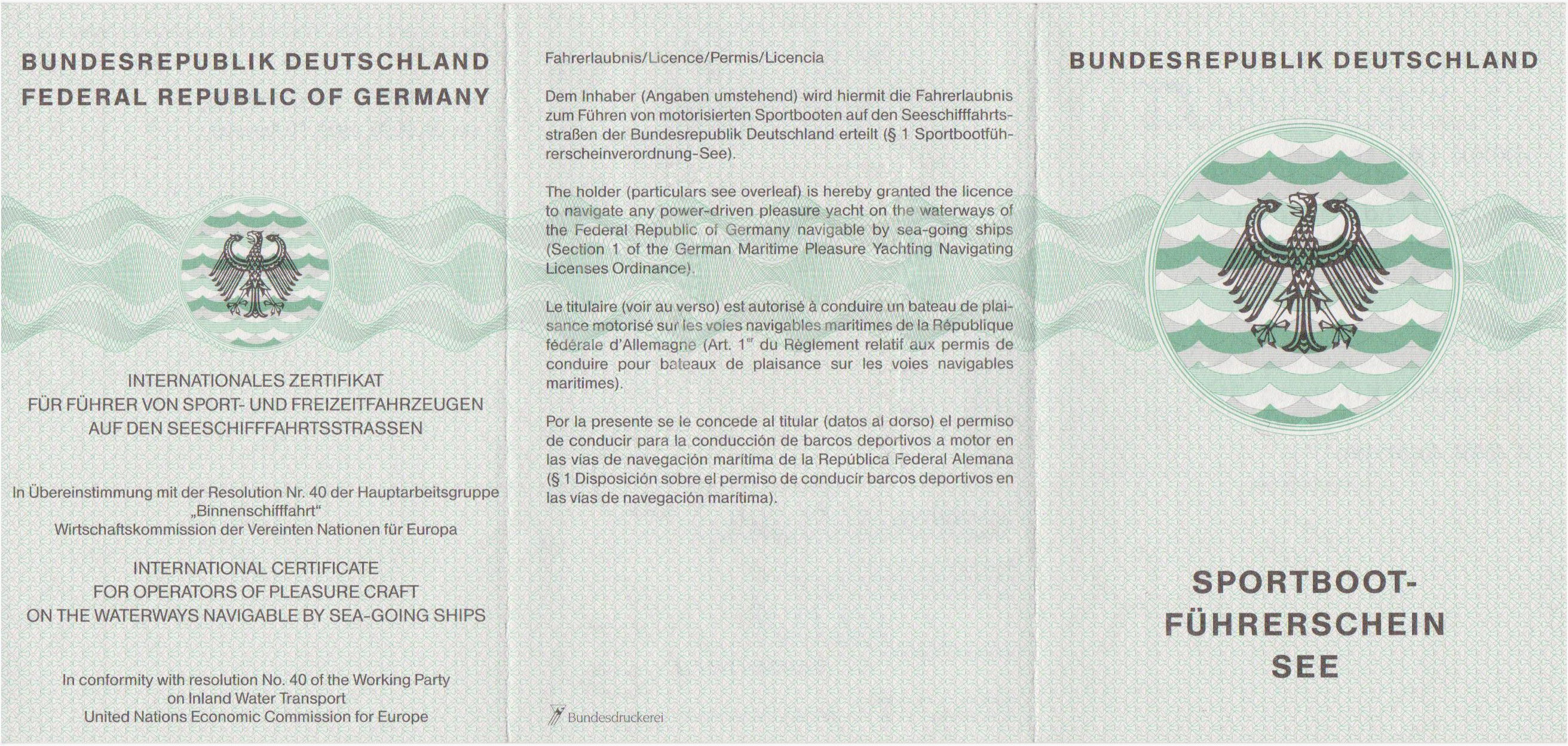
Der Sportbootführerschein See im Format bis 2017

Der Sportbootführerschein mit dem Geltungsbereich Seeschifffahrtsstraßen (kurz: SBF See) ist die amtliche Lizenz zum Führen von motorisierten Sportbooten, im Geltungsbereich der Seeschifffahrtsstraßen-Ordnung (SeeSchStrO), d. h. auf den Seeschifffahrtsstraßen (Drei-Seemeilen-Zone und Fahrwasser innerhalb der Zwölf-Seemeilen-Zone, darüber hinaus die Unterläufe von Warnow, Trave, Elbe, Weser und Ems sowie der Nord-Ostsee-Kanal und weitere, in § 1 SeeSchStrO genannte und begrenzte Binnenwasserstraßen).
Seit dem Inkrafttreten der Neufassung der Sportbootführerscheinverordnung 2017 wird der Sportbootführerschein auch mit den internationalen Abkürzungen bezeichnet:
- CW (Coastal waters / Seeschifffahrtsstraßen)
- M (Motorized craft / Antriebsmaschine) – CWM

## Gültigkeit
Der SBF See ist vorgeschrieben beim Führen von Fahrzeugen mit einer Nutzleistung von mehr als 11,03 kW (15 PS) bei Verbrennungsmotoren und 7,5 kW (10,1 PS) bei Elektromotoren § 5. Anders als in der Binnenschifffahrt gibt es keine Beschränkung der Rumpflänge des Bootes. Ein Bootsführer muss das Boot nicht selbst steuern und hat auch keinen vorgeschriebenen Ort des Aufenthaltes an Bord. Er ist aber verantwortlich, dass die von ihm übertragenen Aufgaben, wie Rudergänger, nur von geeigneten Personen besetzt werden. Das Personal selbst muss nicht im Besitz des Führerscheins sein. Der Bootsführer behält aber stets die Gesamtverantwortung und ist für sichere Teilnahme des Bootes am Seeverkehr verantwortlich.
Der SBF See bescheinigt die gesetzliche Mindestqualifikation für das sichere Führen eines Sportbootes auf den Seeschifffahrtsstraßen. Die Kenntnisse in Navigation und Schifffahrtsrecht, die für das Befahren von Küsten- und Hochseerevieren erforderlich sind, sind deshalb weitaus umfangreicher als bei dem Sportbootführerschein Binnen. Obwohl das Gültigkeitsgebiet des Sportbootführerschein See auch Gezeitenreviere umfasst, wird die Gezeitenkunde nicht vertieft geprüft. Ein Sportbootführerschein See gilt nur für die Antriebsart Maschine, da zum Führen eines deutschen Segelbootes auf See kein Führerschein erforderlich ist. Hat das Segelboot aber einen Hilfsmotor über 15 PS, ist der SBF See erforderlich.

### Internationale Gültigkeit

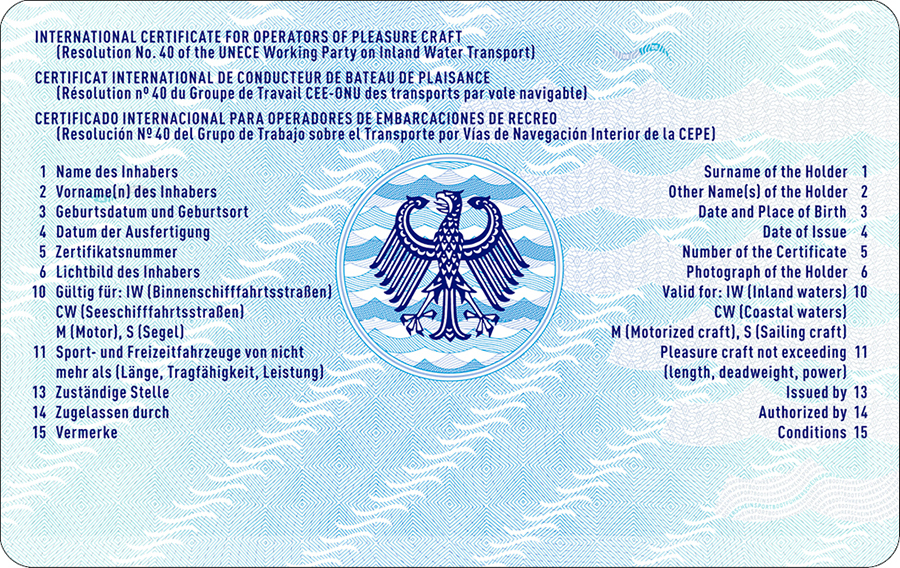
Sportbootführerschein Rückseite mit Bescheinigung als International Certificate of Competence (ICC)

Aus gesetzlicher Sicht ist der SBF See auf die deutschen Hoheitsgewässer beschränkt, da er nicht dem STCW-Übereinkommen über Normen für die Ausbildung, die Erteilung von Befähigungszeugnissen und den Wachdienst von Seeleuten entspricht. Damit benötigen Sportboote mit deutscher Flagge keinen Führerschein auf hoher See, auch wenn sie grundsätzlich nicht von der Fahrerlaubnis befreit sind.
Der deutsche Sportbootführerschein wird nach der Maßgabe des International Certificate for Operators of Pleasure Craft (ICC) ausgestellt. Die ICC-Bescheinigung wird in vielen Ländern anerkannt. Das Zertifikat entspricht Resolution Nr. 40 der Arbeitsgruppe Binnenschifffahrt der Wirtschaftskommission Europa der Vereinten Nationen, in der Mindeststandards für Ausbildung und Prüfung festgelegt sind. Dies wird auf der Rückseite des Führerscheins vermerkt. Führer von Sportbooten können mit Hilfe dieses Nachweises ihre Qualifikation im Ausland belegen.
Länder wie Spanien, Frankreich, Italien, Griechenland, Albanien, Montenegro, Polen, Schweden, und Dänemark haben sich nicht bereit erklärt, die ICC-Bescheinigung in jedem Fall anzuerkennen. Theoretisch kann der Nachweis nationaler Zertifikate verlangt werden, die über internationale Abkommen hinausgehen und oft spezifische Anforderungen für die Führung von Sportbooten in ihren Gewässern festlegen.
In manchen Ländern, wie etwa Südafrika, wird der deutsche SBF See anerkannt.

## Voraussetzungen und Erwerb

### Voraussetzung
- Lebensalter: mindestens 16 Jahre
- Tauglichkeit: Tauglichkeitszeugnis (Sehfähigkeit nach DIN 58220[4] / Hörfähigkeit / Allgemeiner Gesundheitszustand)
- Zuverlässigkeit: Kfz-Führerschein oder Führungszeugnis für persönliche Zwecke[5] (Verzicht der Voraussetzung bei Minderjährigen)
- Lichtbild (38 × 45 mm)
- bei Minderjährigen: Einverständniserklärung eines Erziehungsberechtigten

### Prüfung
Theorie
Die theoretische Prüfung ist in einen theoretischen Fragenteil und einen Kartenteil gegliedert, in dem man navigatorische Grundkenntnisse im Umgang mit einer Seekarte nachweisen muss. Bei beiden Prüfungsteilen sind die Fragen samt Musterantworten vorab bekannt und über das ELWIS abrufbar oder im Handel erhältlich.
Die theoretische Prüfung umfasst sieben Fragen aus dem allgemeinen Teil und 23 Fragen aus dem spezifischen Teil; zusammen also 30 Fragen, von denen zum Bestehen mindestens 24 richtig beantwortet sein müssen. Hinzu kommt pro Fragebogen eine Navigationsaufgabe, die aus 9 Teilaufgaben besteht, von denen mindestens 7 richtig bearbeitet werden müssen. Insgesamt gibt es 15 Navigationsaufgaben, von denen eine zufällig für die Prüfung ausgewählt wird. Für die Bearbeitung stehen 60 Minuten zur Verfügung. Hat man bereits einen Sportbootführerschein oder das Bodenseepatent, wird der allgemeine Teil nicht mehr geprüft. Themenbereiche der Prüfung sind im allgemeinen Teil:
- Grundbegriffe
- Ausweichregeln, Schallsignale und Lichterführung
- Gebots-, Verbots- und Schifffahrtszeichen
- Naturschutz
- Allgemeine Verhaltenspflichten
- Flüssiggasanlagen
- Wartung aufblasbarer Rettungsmittel
- Feuerlöscher und Brandbekämpfung
- Verhalten nach einem Zusammenstoß
- Technik von Motorbooten

Der spezifische Teil fragt Kenntnisse über Vorschriften der Seeschifffahrtsstraßen ab;
- Seeschifffahrtsstraßen-Ordnung und Schifffahrtsordnung Emsmündung
- Nautischen Veröffentlichungen
- Signale, Gebots- und Verbotszeichen, Ausweichregeln, Lichterführung
- Kollisionsverhütungsregeln
- Verhaltenspflichten
- Fahrerlaubnispflicht
- Verhalten bei Seegang und Überbordgehen
- Befahren von Warngebieten, NOK, Naturschutzgebieten und Nationalparks
- Wetterkunde

Im Rahmen der Navigationsaufgabe ist eine Papierseekarte zu bearbeiten, um neun Fragen zu beantworten:
- Umgang mit Seekarten
- Standortbestimmung durch Peilen und Koppeln
- Kursabweichung und Besteckversetzung
- Missweisung und Deviation
- Strom- und Windversatz
- Gezeiten
- Lichtfeuerverzeichnis

Praktische Prüfung
Darüber hinaus werden in einer praktischen Prüfung Grundkenntnisse im Umgang mit einem Motorboot sowie Knoten geprüft. Folgende Manöver werden geprüft:
- Pflichtmanöver
  - Rettungsmanöver – Mann über Bord
  - Anlegen und Ablegen unter Maschine
  - Steuern nach Kompass
  - Kreuzpeilung
- Sonstige Manöver (von vorgegebenen drei müssen zwei erfüllt werden)
  - Kursgerechtes Aufstoppen
  - Wenden auf engem Raum
  - Steuern nach Schifffahrtszeichen/Landmarken
  - Anlegen einer Rettungsweste/eines Sicherheitsgurts
  - Manöverschallsignale

Von neun Knoten werden sieben abgefragt, wobei zum Bestehen sechs Knoten erfolgreich vorgeführt werden müssen:
- Achtknoten
- Kreuzknoten
- Palstek
- Einfacher oder Doppelter Schotstek
- Stopperstek
- Webleinstek
- Webleinstek auf Slip
- Rundtörn mit zwei halben Schlägen
- Belegen einer Klampe mit Kopfschlag

Obwohl es sich um den amtlichen Schein für Seeschifffahrtsstraßen handelt, ist es nicht erforderlich, die praktische Prüfung auf einer Seeschifffahrtsstraße abzulegen, da die regionalen DSV-/DMYV-Prüfungsausschüsse auch auf Binnengewässern Prüfungsmöglichkeiten für den SBF See anbieten. Inhaber eines Sportbootführerschein Binnen mit der Antriebsart Maschine und des Bodenseeschifferpatent Kategorie A können den Schein durch eine verkürzte Prüfung erhalten. Es werden nur die Prüfungsteile in Theorie und Praxis geprüft, die nicht für den Binnenführerschein geprüft wurden.

International Certificate of Competence, ausgestellt in Österreich

Hat der Bewerber einen ausländischen Sportbootführerschein der dem International Certificate for Operators of Pleasure Craft entspricht, so wird die praktische Prüfung anerkannt (§ 8 SpFV). Es handelt sich hier um einen Internationalen Bootsschein mehrerer europäischer Staaten aufgrund der Resolution Nr. 40 der Arbeitsgruppe Binnenschifffahrt für die Wirtschaftskommission Europa der Vereinten Nationen.
Der Erwerb der Kenntnisse und Fertigkeiten kann an Ausbildungseinrichtungen wie Sportbootschulen, Motorboot- oder Segelvereine erworben werden. Da es nicht wie bei Autoführerschein entsprechende Pflichtstunden für Theorie und Praxis für die Ausbildung gibt, ist damit sowohl der Umfang als auch die Qualität der Ausbildung von den Ausbildungseinrichtungen abhängig.
Der Sportbootführerschein See schließt den Sportbootführerschein Binnen nicht ein und setzt dessen Besitz auch nicht voraus. Die Ausweisvordrucke des SBF See trugen bis etwa zum Ausstellungsjahr 1989 nur die Bezeichnung „Sportbootführerschein“. Seit 2017 ist dies wieder der Fall, da das Fahrtgebiet Binnen oder See nur noch eine Klasse des Sportbootführerscheins ist.
Die Zahlen der ausgestellten Führerscheine nehmen kontinuierlich zu (vgl. Bundestags-Drucksache 19/4502, S. 2). Im Jahr 2016 wurden insgesamt 38.802 Sportbootführerscheine See ausgestellt. Weiterführende Scheine wie der SKS (5.374), SSS (366) und SHS (71) werden deutlich weniger erworben.

## Gesetzliche Grundlage
Die Verordnung über das Führen von Sportbooten (Sportbootführerscheinverordnung – SpFV) vom Mai 2017 wurde zuletzt geändert im November 2021.
§ 16 „Zuständige Stellen“ legt fest, dass der Deutsche Motoryachtverband e. V. und der Deutsche Segler-Verband e. V. mit der Durchführung von Sportbootführerscheinprüfungen beauftragt werden. Sie entscheiden über Anträge auf Zulassung (§ 7) zur Prüfung, Erteilung und Ersatzausfertigung (§ 11) der Fahrerlaubnis, nehmen die Prüfungen an, erteilen die Fahrerlaubnisse (§§ 3, 4, 8) und übermitteln erforderlichen Daten an die vom Bundesministerium für Digitales und Verkehr benannte Stelle.
Die Verbände können Auflagen nach § 6 Absatz 4 erteilen und erheben Gebühren und Auslagen nach § 18 der Verordnung.
Sie unterstehen der Fachaufsicht des Bundesministeriums für Digitales und Verkehr, das sich dabei der Generaldirektion Wasserstraßen und Schifffahrt bedient.
Über die Entziehung der Fahrerlaubnis nach § 13 oder die Anordnung des Ruhens der Fahrerlaubnis nach § 14 entscheidet die Generaldirektion Wasserstraßen und Schifffahrt. Die Entscheidung ist, sofern der Inhaber eines Befähigungsnachweises betroffen ist, unter Angabe der Gründe der Stelle mitzuteilen, die die Fahrerlaubnis erteilt hat.
§ 9 „Prüfungsausschüsse“ sieht vor, dass die Prüfungsausschüsse von den beliehenen Verbänden gemeinsam oder jeweils getrennt eingerichtet werden. Das Bundesministerium für Digitales und Verkehr kann sich bei der Kommunikation mit den Prüfungsausschüsse durch die Generaldirektion Wasserstraßen und Schifffahrt unterstützen lassen.
Die Leiter der Ausschüsse und die anderen Prüfer werden von den Verbänden bestellt und entlassen.

## Sportbootführerscheinverordnung (SpFV)

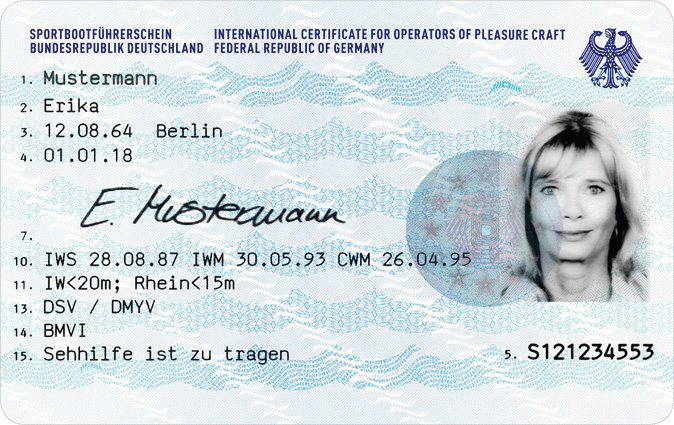
Sportbootführerschein, ausgegeben von 2018 bis 2022

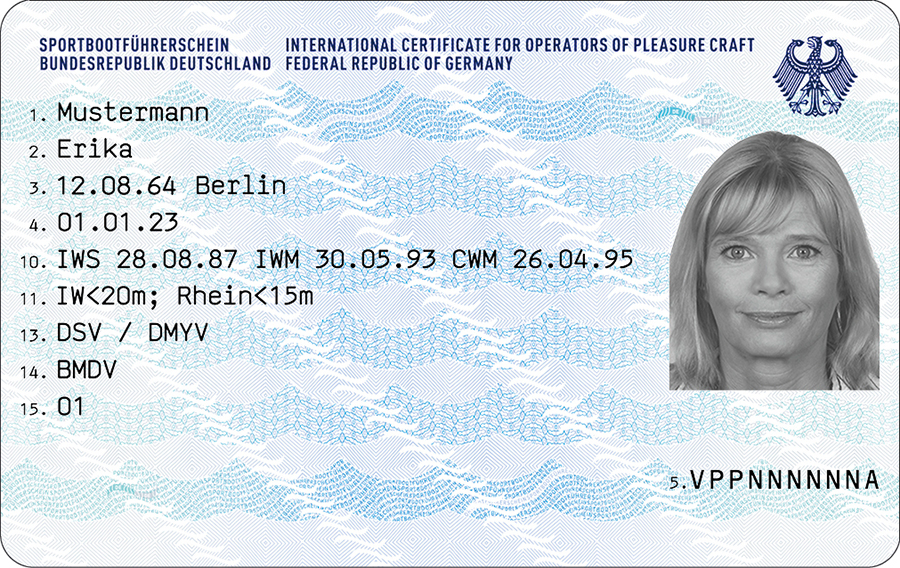
Sportbootführerschein, ausgegeben vom 1. Januar 2023 bis 31. März 2023

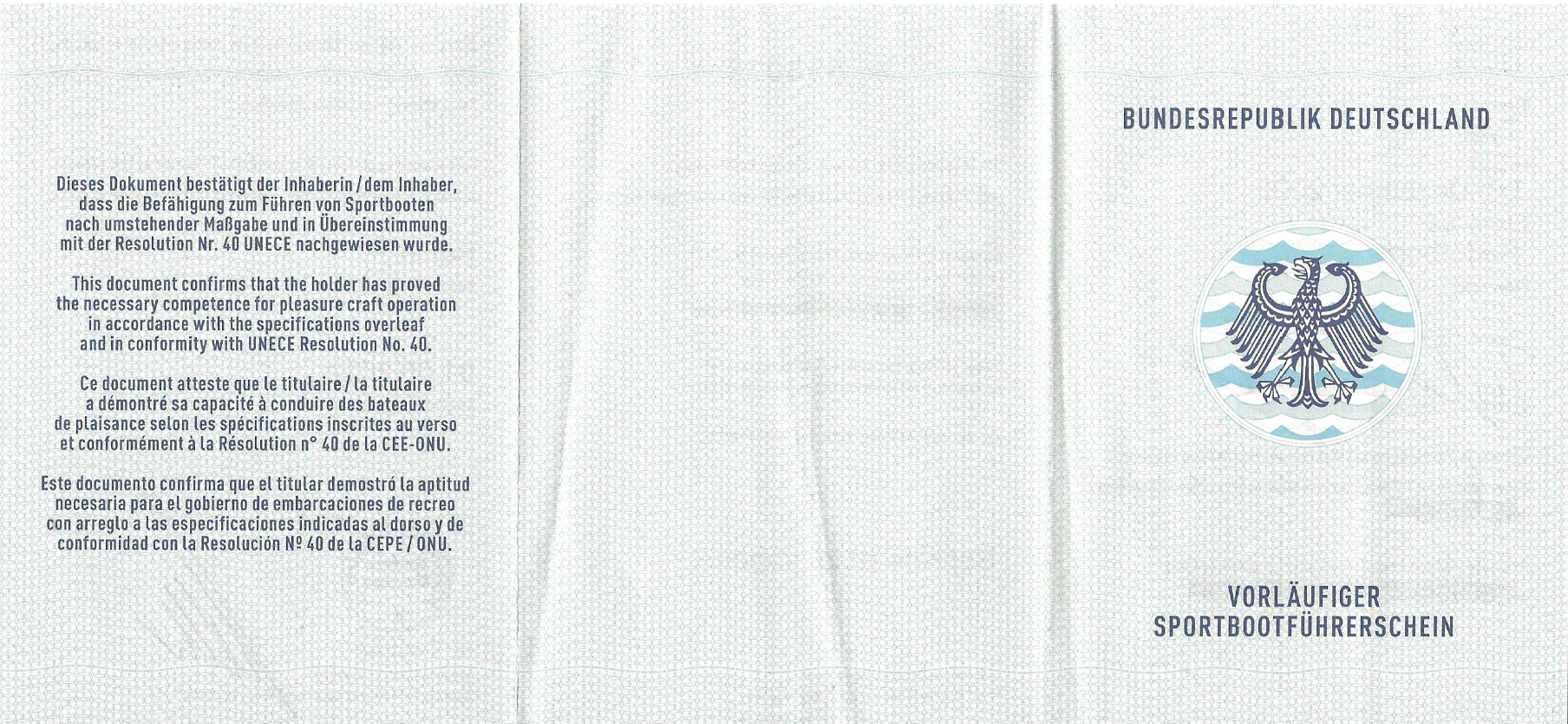
Vorläufiger Sportbootführerschein im Papierformat

Am 10. Mai 2017 trat die Sportbootführerscheinverordnung (SpFV) in Kraft. Sie ersetzt die bisherigen Sportbootführerscheinverordnungen Binnen und See. Darüber hinaus gibt es anstelle der beiden Führerscheine SBF-Binnen und -See nur noch einen Sportbootführerschein. Auf diesem werden die jeweiligen Geltungsbereiche – Binnenschifffahrtsstraßen und/oder Seeschifffahrtsstraßen – vermerkt. Zusätzliche Änderungen sollen den Erwerb der Sportbootführerscheine erleichtern:
- die Teilprüfungen Praxis und Theorie können an unterschiedlichen Orten abgelegt werden
- der Antrag auf Zulassung zur Prüfung muss nur noch eine Woche vor Prüfungstermin gestellt werden
- Prüfungen zum Sportbootführerschein sind auch im Ausland möglich (bisher traf das nicht für den SBF See zu)
- eine Legaldefinition zum Begriff des Sportboots wurde aufgenommen

Der Sportbootführerschein wird seit 1. Januar 2018 im Scheckkartenformat ausgegeben, dieser wird innerhalb von 10–30 Tagen nach bestandener Prüfung zugestellt. Optional kann auch gegen Gebühr ein vorläufiger Sportbootführerschein im Papierformat bei dem zuständigen Prüfungsausschuss bei der Antragsstellung direkt mit beantragt werden, der bis zum Erhalt des Sportbootführerscheins im Scheckkartenformat, jedoch maximal drei Monate, gültig ist. Dieser wird bei Bestehen über den Postweg innerhalb von 1–3 Werktagen versendet. Er besitzt kein Lichtbild und muss bei Erhalt unterschrieben werden. Eine nachträgliche Ausstellung oder eine Ausstellung unmittelbar nach der Prüfung ist nicht möglich.
Seit dem 1. Januar 2023 wurden die Voraussetzungen für den Erwerb des Sportbootführerscheins geändert. Der Anwärter muss nun ein Tauglichkeitszeugnis statt ein ärztliches Zeugnis vorlegen, das an die Regelungen der Berufsschifffahrt angepasst wurde und deshalb auch gegenseitig anerkannt wird. Es gibt den ausstellenden Ärzten aufgrund der neu festgelegten Tauglichkeitskriterien eine weitere Orientierung für ihre Untersuchung im Rahmen der Feststellung der Tauglichkeit und sorgt für eine Vereinfachung der Auswahl der Auflagen. Statt einem Führungszeugnis der Belegart „O“ reicht fortan ein einfaches Führungszeugnis aus, insofern kein Kfz-Führerschein vorhanden ist. Außerdem wird der Sportbootführerschein in einem veränderten Layout ohne Unterschrift, Anrede und Titel ausgegeben. Zudem werden die medizinische Auflagen fortan beziffert.

## Trivia
- Der Sportbootführerschein erlaubt grundsätzlich keine gewerbliche Tätigkeit als Bootsführer auf See. Hierfür sind je nach Fahrtgebiet der Sportküstenschifferschein, Sportseeschifferschein oder Sporthochseeschifferschein erforderlich.
- Charterbescheinigung kann im Binnenbereich an Bootscharter ohne Sportbootführerschein ausgegeben werden